# Union Island, British Columbia
Union Island är en ö i Kanada.  Den ligger i Strathcona Regional District och provinsen British Columbia, i den sydvästra delen av landet, 3 800 km väster om huvudstaden Ottawa. Arean är 30 kvadratkilometer.
Terrängen på Union Island är lite kuperad. Öns högsta punkt är 417 meter över havet. Den sträcker sig 7,8 kilometer i nord-sydlig riktning, och 6,8 kilometer i öst-västlig riktning.
Klimatet i området är tempererat. Årsmedeltemperaturen i trakten är 7 °C. Den varmaste månaden är juli, då medeltemperaturen är 16 °C, och den kallaste är januari, med 2 °C. Genomsnittlig årsnederbörd är 1 980 millimeter. Den regnigaste månaden är oktober, med i genomsnitt 254 mm nederbörd, och den torraste är juli, med 50 mm nederbörd.